# 大嶋健太
大嶋 健太（おおしま けんた、1997年9月3日 - ）は、東京都練馬区出身の陸上競技選手。専門は100mが中心の短距離走で、10秒29（日本高校歴代9位タイ）の自己ベストを持つ。2017年世界リレー男子4×100mの日本代表。2014年南京ユースオリンピック男子100mで銀メダル、2016年ブィドゴシュチュ世界U20選手権男子4×100mリレーではU20アジア記録（39秒01）をマークして銀メダルを獲得している。

## 経歴
東京都練馬区出身。A型。練馬区立中村中学校、東京高等学校卒業。日本大学（スポーツ科学部）在籍。

### 中学生時代まで
小学1年から3年までサッカー、4年からはミニバスケットボールを経験。中学に進学し、陸上部の顧問から「絶対に速くなれる」と誘われて陸上を始める。

#### 2012年
- 6月、都中学地域別大会100mにおいて追い風参考記録ながら中学記録（当時10秒64）に迫る10秒67（+2.5）をマーク[2]。
- 8月、全日本中学校選手権では100mが今季中学ランク2位（10秒78）、200mが今季中学ランク1位（21秒86）と両種目で優勝候補だったが、結果は両種目3位に終わった[3]。
- 10月、国民体育大会少年B200mは7位、ジュニアオリンピックA100mは1位と0秒04差の2位に終わり、中学時代は全国タイトルを獲得できなかった。

### 高校生時代

#### 2013年
- 4月、昨年の国民体育大会で東京都代表総監督を務めた大村邦英（東京高校監督）から声を掛けられ、東京高校に進学[4]。
- 6月、インターハイ南関東大会の100m準決勝において高1歴代2位（当時）の記録となる10秒48（+1.1）をマーク。
- 7-8月、インターハイに出場し、100mは2010年大会の大瀬戸一馬以来の1年生ファイナリストになり4位[5]、200mは6位に入り、1年生ながら両種目で入賞を果たした。
- 10月、国民体育大会少年B200mにおいて高1歴代4位（当時）の記録となる21秒25（-1.0）をマークし、2003年大会で金丸祐三が樹立した21秒37の大会記録を塗り替えて優勝した[6]。

#### 2014年
- 2月、自身初の室内大会となった大阪ジュニア室内60mは予選で6秒78、決勝で6秒77と好タイムをマークし（桐生が今大会で更新する前の室内ジュニア日本記録は6秒71）、6秒59で優勝した桐生祥秀に次ぐ2位に入った[7]。
- 5月、自身初の海外遠征となったユースオリンピックアジア予選を10秒56（-0.2）のセカンドベスト（当時）で制した[4]。
- 6月、日本選手権は当初欠場する予定で、会場の雰囲気だけでも味わうために現地へ。しかし、前日に調子が良かったので急遽出場すると、雨の中の100m予選で10秒44（+1.4）の自己ベスト（当時）をマークして準決勝に進出した[8]。準決勝は最初から走るつもりはなく棄権した。
- インターハイ直前に開催される世界ジュニア選手権の日本代表入りを打診されたが、インターハイやユースオリンピックに出場することから疲労を考慮して辞退した[9]。
- 7-8月、インターハイに出場。100m準決勝を自己ベスト（当時）となる10秒37で突破すると、決勝は向かい風の中でタイムを落としたものの10秒64（-2.0）で制し、2009年大会の九鬼巧以来となるインターハイ同種目の2年生優勝を達成した。また、直前に行われた女子100mを同じ東京高校のエドバー・イヨバが制したため、インターハイ100mで史上初となる男女同校優勝となった[10]。
- 8月、今季ユース世界4位（10秒37）の記録を持ってユースオリンピック100mに出場。今季ユース世界最高（10秒20）を記録していたアメリカ人のDarryl Harawayは今大会に出場しておらず、今季ユース世界2位（10秒27）の記録を持つジャマイカ人のRaheem Chambersは予選で負傷したため決勝は棄権した。大嶋は予選で10秒62（-0.5）をマークし、オーストラリア人のTrae Williams（10秒51/+0.1）、ザンビア人のシドニー・シアメ（10秒58/-0.1）に次ぐ全体3位で決勝に進出した。迎えた決勝では好スタートで飛び出したTrae Williamsを終盤で逆転。1位でゴールしたと思った大嶋はゴール直後に右腕を突き上げてガッツポーズをしたが、実際にはゴール直前にTrae Williamsの1つ外のレーンを走っていたシドニー・シアメにかわされており、0秒01差の2位で惜しくも金メダルを逃した[11][12]。
- 10月、カテゴリーが上の日本ジュニア選手権100mに出場し、決勝では大学生の小池祐貴に0秒05差で敗れ2位。国民体育大会少年A100mは10秒44（-0.8）で制し、インターハイとの高校2冠を達成した。

#### 2015年
- 6月、日本選手権100mに出場し、前回大会に続き準決勝に進出した。準決勝は4着までに入れば決勝に進出だったが、結果はサニブラウン・アブデル・ハキームと0秒01差の5着で決勝進出を逃した。
- 7月、インターハイに出場。100m決勝で自己ベストを0秒08更新する10秒29（-0.8）をマークし、直前の世界ユース選手権で100mと200mの2冠を達成して注目されていたサニブラウン・アブデル・ハキームに0秒01差で競り勝ち連覇を達成した。向かい風の中でマークした10秒29はジュニア日本歴代9位タイ・高校歴代7位タイ（ともに当時）の好タイムで、インターハイ男子100mの連覇は九鬼巧（2009年・2010年大会）以来、史上6人目の快挙となった[注 1]。4×100mリレーではアンカーを務めて優勝に貢献して2冠を達成したが、200mは5位に終わり3冠はならなかった。なお、女子100mもエドバー・イヨバが連覇を達成して2年連続の同校優勝、女子4×100mリレーも東京高校が制してインターハイ史上初となる4×100mリレーの同校優勝を達成した。
- 10月、国民体育大会少年A100mを10秒34（+1.0）で制してこの種目連覇を達成（1年時の少年B200mも含めると大会3連覇を達成）。インターハイと国民体育大会少年Aの100mを連覇した初の選手となったが、4×100mリレーの準決勝で肉離れを起こしたため、高校3冠がかかった日本ジュニア選手権は欠場となった[13]。

### 大学生時代

#### 2016年
- 4月、日本大学に進学。今年度から新設されたスポーツ科学部の1期生となった[14]。
- 6月4日、アジアジュニア選手権の100m決勝で10秒50（風速不明）の4位に終わり、0秒05差でメダルを逃した[15]。
- 7月、世界U20選手権の100mと4×100mリレーに出場。100mは20日の準決勝で10秒43（-0.6）の組4着に終わり、タイムで拾われて決勝に進出するには0秒06及ばなかった[16]。4×100mリレーではアンカーを務めると、23日の決勝でU20アジア記録タイの39秒01をマーク。優勝したアメリカには0秒08及ばず惜しくも金メダルは逃したが、前回大会と並んで過去最高成績となる銀メダル獲得に貢献した[17]。

#### 2017年
- 4月22日、初のシニア世界大会となった世界リレーの4×100mに出場すると、若手中心のメンバーで臨んだチームのアンカーを務め、39秒52でB決勝進出に貢献した[18]。しかし、フィニッシュ時に脚に違和感を覚えたため、B決勝は走らずに大会を終えた[19]。

## 人物・エピソード
- 2人の兄を持つ3人兄弟の末っ子。母と兄は陸上経験を持つが、強い選手ではなかった[4]。
- 趣味は自転車で、オフの日にはサイクリングに出かけたり、自転車をいじっている[1]。
- 勝負メシはカレー。試合の日は遠征先でもメニューにあればカレーを食べる[1]。

## 自己ベスト
- 記録欄の（　）内の数字は風速（m/s）で、+は追い風、-は向かい風を意味する。

| 種目 | 記録           | 年月日        | 場所     | 備考                |
| 屋外 | 屋外           | 屋外          | 屋外     | 屋外                |
| ---- | -------------- | ------------- | -------- | ------------------- |
| 100m | 10秒29 (-0.8)  | 2015年7月30日 | 和歌山市 | 日本高校歴代9位タイ |
| 100m | 10秒23w (+2.8) | 2017年9月8日  | 福井市   | 追い風参考記録      |
| 200m | 20秒99 (+0.1)  | 2015年5月17日 | 東京都   |                     |
| 室内 |                |               |          |                     |
| 60m  | 6秒75          | 2015年2月8日  | 大阪市   |                     |

### 年次ベスト
- 太字は自己ベスト。

|                    | 100m            | 備考            | 200m            | 備考           |
| ------------------ | --------------- | --------------- | --------------- | -------------- |
| 2011年 （中学2年） | 11秒13 （+1.8） |                 | 24秒00          |                |
| 2012年 （中学3年） | 10秒78 （+0.7） |                 | 21秒86 （+2.0） |                |
| 2013年 （高校1年） | 10秒48 （+1.1） | 高校1年歴代3位  | 21秒25 （-1.0） | 高校1年歴代5位 |
| 2014年 （高校2年） | 10秒37 （+1.9） | 高校2年歴代8位  | 21秒30 （+1.9） |                |
| 2015年 （高校3年） | 10秒29 （-0.8） | 高校歴代9位タイ | 20秒99 （+0.1） |                |
| 2016年 （大学1年） | 10秒34 （+1.1） |                 |                 |                |
| 2017年 （大学2年） | 10秒32 （+1.8） |                 |                 |                |

## 主な成績
- 備考欄の記録は当時のもの

### 国際大会
| 年         | 大会                          | 場所             | 種目    | 結果   | 記録          | 備考              |
| ---------- | ----------------------------- | ---------------- | ------- | ------ | ------------- | ----------------- |
| 2014 (高2) | ユースオリンピック アジア予選 | バンコク         | 100m    | 優勝   | 10秒56 (-0.2) |                   |
| 2014 (高2) | ユースオリンピック            | 南京             | 100m    | 2位    | 10秒57 (-0.5) | 動画 - YouTube    |
| 2015 (高3) | 日韓中ジュニア交流競技会      | 済州             | 100m    | 優勝   | 10秒56 (+0.6) |                   |
| 2015 (高3) | 日韓中ジュニア交流競技会      | 済州             | 100m    | 優勝   | 10秒66 (+0.7) |                   |
| 2015 (高3) | 日韓中ジュニア交流競技会      | 済州             | 4x100mR | 優勝   | 40秒86 (2走)  |                   |
| 2015 (高3) | 日韓中ジュニア交流競技会      | 済州             | 4x100mR | 優勝   | 40秒10 (2走)  |                   |
| 2016 (大1) | アジアジュニア選手権 (en)     | ホーチミン       | 100m    | 4位    | 10秒50        |                   |
| 2016 (大1) | 世界U20選手権                 | ブィドゴシュチュ | 100m    | 準決勝 | 10秒43 (-0.6) |                   |
| 2016 (大1) | 世界U20選手権                 | ブィドゴシュチュ | 4x100mR | 2位    | 39秒01 (4走)  | U20アジア記録タイ |
| 2017 (大2) | 世界リレー (en)               | ナッソー         | 4x100mR | 予選   | 39秒52 (4走)  | B決勝進出         |

### 日本選手権
| 年         | 大会    | 場所     | 種目 | 結果   | 記録          | 備考                          |
| ---------- | ------- | -------- | ---- | ------ | ------------- | ----------------------------- |
| 2014 (高2) | 第98回  | 福島市   | 100m | 準決勝 | DNS           | 予選10秒44 (+1.4)：自己ベスト |
| 2015 (高3) | 第99回  | 新潟市   | 100m | 準決勝 | 10秒60 (-0.9) |                               |
| 2016 (大1) | 第100回 | 名古屋市 | 100m | 準決勝 | 10秒47 (-0.3) |                               |
| 2017 (大2) | 第101回 | 大阪市   | 100m | 予選   | 10秒51 (+0.4) |                               |

### その他
- 主要大会を記載

| 年         | 大会                 | 場所     | 種目    | 結果     | 記録          | 備考                                               |
| ---------- | -------------------- | -------- | ------- | -------- | ------------- | -------------------------------------------------- |
| 2011 (中2) | ジュニアオリンピック | 横浜市   | 100m    | 準決勝   | 11秒47 (0.0)  |                                                    |
| 2012 (中3) | 全日本中学校選手権   | 千葉市   | 100m    | 3位      | 11秒21 (-3.5) |                                                    |
| 2012 (中3) | 全日本中学校選手権   | 千葉市   | 200m    | 3位      | 22秒39 (-2.8) |                                                    |
| 2012 (中3) | 全日本中学校選手権   | 千葉市   | 4x100mR | 4位      | 44秒03 (4走)  |                                                    |
| 2012 (中3) | 国民体育大会         | 岐阜市   | 200m    | 7位      | 22秒39 (+0.4) |                                                    |
| 2012 (中3) | 国民体育大会         | 岐阜市   | 4x100mR | 4位      | 39秒95 (4走)  |                                                    |
| 2012 (中3) | ジュニアオリンピック | 横浜市   | 100m    | 2位      | 11秒01 (-1.0) |                                                    |
| 2012 (中3) | ジュニアオリンピック | 横浜市   | 4x100mR | 7位      | 43秒27 (2走)  |                                                    |
| 2013 (高1) | インターハイ         | 大分市   | 100m    | 4位      | 10秒57 (+0.1) |                                                    |
| 2013 (高1) | インターハイ         | 大分市   | 200m    | 6位      | 21秒47 (-1.4) |                                                    |
| 2013 (高1) | 国民体育大会         | 調布市   | 200m    | 優勝     | 21秒25 (-1.0) | 大会記録 自己ベスト                                |
| 2013 (高1) | 国民体育大会         | 調布市   | 4x100mR | 決勝     | DQ (4走)      | オーバーゾーン (1-2走) 準決勝39秒13：大会記録      |
| 2013 (高1) | 日本ユース選手権     | 名古屋市 | 100m    | 4位      | 10秒70 (+0.3) |                                                    |
| 2014 (高1) | 日本ジュニア室内大阪 | 大阪市   | 60m     | 2位      | 6秒77         |                                                    |
| 2014 (高2) | インターハイ         | 甲府市   | 100m    | 優勝     | 10秒64 (-2.0) |                                                    |
| 2014 (高2) | インターハイ         | 甲府市   | 200m    | 6位      | 21秒47 (-1.6) |                                                    |
| 2014 (高2) | インターハイ         | 甲府市   | 4x100mR | 5位      | 40秒31 (4走)  |                                                    |
| 2014 (高2) | 日本ジュニア選手権   | 名古屋市 | 100m    | 2位      | 10秒46 (+1.3) |                                                    |
| 2014 (高2) | 日本ユース選手権     | 名古屋市 | 4x100mR | 決勝     | DQ (4走)      |                                                    |
| 2014 (高2) | 国民体育大会         | 諫早市   | 100m    | 優勝     | 10秒44 (-0.8) |                                                    |
| 2014 (高2) | 国民体育大会         | 諫早市   | 4x100mR | 優勝     | 39秒36 (3走)  |                                                    |
| 2015 (高2) | 日本ジュニア室内大阪 | 大阪市   | 60m     | 4位      | 6秒79         |                                                    |
| 2015 (高3) | 織田記念             | 広島市   | 100m    | B決勝4位 | 10秒63 (-0.6) |                                                    |
| 2015 (高3) | インターハイ         | 和歌山市 | 100m    | 優勝     | 10秒29 (-0.8) | ジュニア日本歴代9位タイ 高校歴代7位タイ 自己ベスト |
| 2015 (高3) | インターハイ         | 和歌山市 | 200m    | 5位      | 21秒44 (-0.5) |                                                    |
| 2015 (高3) | インターハイ         | 和歌山市 | 4x100mR | 優勝     | 40秒20 (4走)  |                                                    |
| 2015 (高3) | 国民体育大会         | 和歌山市 | 100m    | 優勝     | 10秒34 (+1.0) |                                                    |
| 2015 (高3) | 国民体育大会         | 和歌山市 | 4x100mR | 予選     | DQ (4走)      | オーバーゾーン                                     |
| 2016 (大1) | 織田記念             | 広島市   | 100m    | 予選     | 10秒77 (-1.6) |                                                    |
| 2016 (大1) | 関東インカレ (1部)   | 横浜市   | 100m    | 準決勝   | 10秒65 (-0.6) |                                                    |
| 2016 (大1) | 関東インカレ (1部)   | 横浜市   | 4x100mR | 4位      | 39秒72 (2走)  |                                                    |
| 2016 (大1) | 日本インカレ         | 熊谷市   | 100m    | 5位      | 10秒34 (+1.1) |                                                    |
| 2016 (大1) | 日本インカレ         | 熊谷市   | 4x100mR | 3位      | 39秒44 (2走)  |                                                    |
| 2016 (大1) | 国民体育大会         | 北上市   | 4x100mR | 準決勝   | 56秒65 (2走)  |                                                    |
| 2016 (大1) | 日本ジュニア選手権   | 名古屋市 | 100m    | 優勝     | 10秒43 (-0.6) |                                                    |
| 2017 (大2) | 日本学生個人選手権   | 平塚市   | 100m    | 予選     | 11秒40 (-0.9) |                                                    |
| 2017 (大2) | 日本インカレ         | 福井市   | 100m    | 4位      | 10秒32 (+1.8) |                                                    |
| 2017 (大2) | 日本インカレ         | 福井市   | 4x100mR | 6位      | 39秒94 (1走)  |                                                    |
| 2017 (大2) | 国民体育大会         | 松山市   | 100m    | 準決勝   | 10秒43 (+0.5) |                                                    |
| 2017 (大2) | 国民体育大会         | 松山市   | 4x100mR | 優勝     | 39秒60 (2走)  |                                                    |
| 2018 (大3) | 織田記念             | 広島市   | 100m    | 予選     | 10秒56 (+0.8) |                                                    |
| 2018 (大3) | 水戸招待             | 水戸市   | 100m    | 4位      | 10秒88 (-3.1) |                                                    |

## 出演
- カウントダウンTOKYO （2015年4月18・25日、TOKYO MX）
- ミライ☆モンスター（2015年6月7日、フジテレビ）